# Мур, Тамара
Тамара Тинелл Мур (англ. Tamara Tenell Moore; род. 11 апреля 1980 года в Миннеаполисе, штат Миннесота, США) — американская профессиональная баскетболистка, выступавшая в женской национальной баскетбольной ассоциации. Была выбрана на драфте ВНБА 2002 года в первом раунде под общим пятнадцатым номером клубом «Майами Сол». Играла на позиции атакующего защитника.

## Ранние годы
Тамара родилась 11 апреля 1980 года в городе Миннеаполис (штат Миннесота) в семье Леона Мура и Риты Джонсон, а училась она там же в Северной средней школе, в которой выступала за местную баскетбольную команду.